# Храм Анастасии Узорешительницы в Тёплом Стане
Храм Великомученицы Анастасии Узорешительницы в Тёплом Стане — православный храм в районе Тёплый Стан города Москвы. Относится к Параскево-Пятницкому благочинию Московской епархии Русской православной церкви.
Это единственный храм в районе с населением более 130 тысяч человек.
Единственный храм г. Москвы, освящённый в честь великомученицы Анастасии Узорешительницы.
Настоятель храма (и.о.) — иерей Димитрий Борсук.

## Строительство нового храма
В настоящее время рядом с действующей церковью великомученицы Анастасии ведётся строительство нового большого кирпичного храма Калужской иконы Божией Матери, рассчитанного на 900 прихожан. Решение о его строительстве было принято в 2007 году. Трехглавый пятиапсидный храм в колокольней над западным притвором будет выполнен в традициях московской архитектуры XVI-го века. Основной крестово-купольный объём с позакомарным покрытием увенчан главой со световым барабаном, опирающимся на крещатый свод. В западной части устраиваются хоры.